# Aeropuerto de Ronneby
El Aeropuerto de Ronneby (IATA: RNB, OACI: ESDF) está situado a 4 km de Ronneby, Suecia, y a 30 km de Karlshamn y Karlskrona.
Es el 6º aeropuerto más grande del sur de Suecia (la región de Götaland), y el 15º del país.

## Aerolíneas y destinos
| Aerolíneas            | Destinos                           |
| --------------------- | ---------------------------------- |
| Blekingeflyg          | Estocolmo-Bromma Estacional: Visby |
| Corendon Airlines     | Estacional, chárter: Antalya       |
| Scandinavian Airlines | Estocolmo-Arlanda                  |

## Estadísticas
Ver fuente y consulta Wikidata.